# Cristián Fernando Muñoz
Cristián Fernando Muñoz (Junín, Buenos Aires, Argentina, 1 de julio de 1977) es un exfutbolista argentino nacionalizado chileno que jugaba en la posición de guardameta y su último club fue Universidad de Concepción de la Primera División de Chile. Se caracterizó por tener grandes reflejos y ser un ataja penales. Su estatura (1,77) le favoreció a la hora de achicar en disputas contra delanteros rápidos y para captar ágilmente rebotes en su área.
Actualmente es entrenador de arqueros del Club Atlético Boca Juniors.

## Biografía
Natural de Junín, Argentina, es hijo de Rubén Muñoz y de María Tindara, esta última de origen argentino.
Después de ocho años viviendo en Chile, durante 2012 obtuvo la nacionalidad chilena, incluso votando en las Elecciones municipales de 2012.

## Trayectoria
Debutó en Sarmiento de Junín en 1995, y dos años después pasó a Boca Juniors. Su debut fue el 14 de septiembre de 1997, en la victoria de su club por 2 a 1 sobre Newell's Old Boys por la tercera fecha del Torneo Apertura 1997.
Llegó a Chile para formar parte de las filas de Huachipato en el Torneo Apertura 2005. Convirtiéndose inmediatamente en figura del equipo del sur de Chile. Jugó para el equipo de la usina hasta el final del Torneo Apertura 2007.
Fue transferido luego a Colo-Colo a mediados de 2007, consiguiendo los títulos del Clausura 2007, Clausura 2008 y Clausura 2009, siendo uno de los pilares de estas campañas del Cacique.
En 2010 fue cedido a préstamo al Club Deportivo Huachipato, para favorecer la llegada de Nery Veloso. Algunas versiones aseguran que fue por un problema ocular, el cual no le permitía enfrentar de buena forma los partidos con luz artificial. Prueba de ello serían los gruesos errores que cometió en la final del Torneo Apertura 2008.
La prensa lo considera como el último gran arquero de Colo-Colo. Tras haber salido campeón con Huachipato del Torneo Clausura 2012, decide irse a Universidad de Concepción por recomendación de Gabriel Vargas, quien lo convenció para llegar al cuadro penquista. Con este equipo se consagra campeón del Torneo Transición de la Primera B de 2013 y asciende a la Primera División de Chile, y en el año 2015 se consagra campeón de la Copa Chile 2014-15 tras ganar su equipo 3 a 2 al Club Deportivo Palestino,siguió defendiendo a este club con el cual pudo disputar la Copa Libertadores 2018, logró el subcampeonato de Primera División, la temporada siguiente logra disputar la Copa Libertadores 2019, pero esta vez en la fase de grupos.
En la fecha del 4 de diciembre de ese mismo año, anunció su retiro del fútbol profesional, después de estar 6 años defendiendo la portería del cuadro penquista y de ganar el Torneo de transición de la primera B de 2013, la Copa Chile de 2014-15 y conseguir un subcampeonato en la Primera División de 2018.

## Selección juvenil
Cristián Muñoz fue parte de la Selección de fútbol sub-20 de Argentina que ganó la Copa Mundial de Fútbol Juvenil de 1997 disputada en Malasia. También participó del equipo que disputó el Torneo Preolímpico Sudamericano Sub-23 de 2000 de Brasil.

## Clubes
| Club                           | País      | Año       |
| ------------------------------ | --------- | --------- |
| Sarmiento de Junín             | Argentina | 1994-1996 |
| Boca Juniors                   | Argentina | 1996-2004 |
| → Los Andes (cedido)           | Argentina | 2000      |
| → Talleres de Córdoba (cedido) | Argentina | 2001-2002 |
| Huachipato                     | Chile     | 2005-2007 |
| Colo-Colo                      | Chile     | 2007-2009 |
| Huachipato                     | Chile     | 2010-2012 |
| Universidad de Concepción      | Chile     | 2013-2019 |

## Palmarés

### Campeonatos nacionales
| Título           | Club                      | País      | Año           |
| ---------------- | ------------------------- | --------- | ------------- |
| Primera División | Boca Juniors              | Argentina | Clausura 1999 |
| Primera División | Boca Juniors              | Argentina | Apertura 2003 |
| Primera División | Colo-Colo                 | Chile     | Clausura 2007 |
| Primera División | Colo-Colo                 | Chile     | Clausura 2008 |
| Primera División | Colo-Colo                 | Chile     | Clausura 2009 |
| Primera División | Huachipato                | Chile     | Clausura 2012 |
| Primera B        | Universidad de Concepción | Chile     | 2013          |
| Copa Chile       | Universidad de Concepción | Chile     | 2014-15       |

### Campeonatos internacionales
| Título                         | Club                | País      | Año  |
| ------------------------------ | ------------------- | --------- | ---- |
| Campeonato sudamericano sub-20 | Selección Argentina | Chile     | 1997 |
| Copa Mundial de Fútbol Sub-20  | Selección Argentina | Malasia   | 1997 |
| Torneo Esperanzas de Toulon    | Selección Argentina | Francia   | 1998 |
| Copa Libertadores              | Boca Juniors        | Argentina | 2001 |
| Copa Libertadores              | Boca Juniors        | Argentina | 2003 |
| Copa Sudamericana              | Boca Juniors        | Argentina | 2004 |

### Distinciones individuales
| Distinción                                              | Año  |
| ------------------------------------------------------- | ---- |
| Parte del Equipo Ideal de la Revista "El Gráfico" Chile | 2008 |

### Capitán de Huachipato
| Predecesor: Cristián Reynero | Capitán de Huachipato 2007-2012 | Sucesor: Lorenzo Reyes |